# Omar Colley
Omar Colley (Banjul, 24 oktober 1992) is een Gambiaans profvoetballer die doorgaans als verdediger speelt. Hij verruilde Beşiktaş medio 2024 voor PAOK. Colley debuteerde in 2012 in het Gambiaans voetbalelftal.

## Carrière

### Gambia
Colleys professionele carrière begon bij Wallidan FC in eigen land in 2010, in zijn eerste jaar bij de club kwam hij aan 15 wedstrijden waarna hij in waarna hij de overstap kon maken naar de Gambiaanse kampioen Real de Banjul FC. Bij deze club kwam hij aan 17 wedstrijden en 1 doelpunt waardoor hij zich in de kijker kon spelen van Europese clubs.

### Kuopio
In 2013 maakte hij de oversteek naar Europa doordat hij tekende bij de Finse eersteklasser KuPS Kuopio. Colley maakte zijn debuut op 25 januari 2013 in de gewonnen wedstrijd tegen VPS Vaasa. In 2013 verloor zijn club de finale van de Finse voetbalbeker tegen RoPS Rovaniemi, Colley kwam zelf niet in actie in deze wedstrijd. In 2 seizoenen bij de club kwam hij uiteindelijk aan 57 wedstrijden en 5 goals.

### Djurgårdens IF
In 2015 werd hij verkocht aan de Zweedse eersteklasser Djurgårdens IF. Hier speelde hij uiteindelijk 1,5 sterke seizoenen met 44 wedstrijden waarin hij 5 goals scoorde.

### KRC Genk
In 2016 nam KRC Genk hem over. Hij plaatste zich met KRC Genk voor de groepsfase van de Europa League.

## Clubstatistieken
|         |                   |                           | Competitie | Competitie | Beker | Beker | Internationaal | Internationaal | Totaal | Totaal |
| Seizoen | Club              | Competitie                | Wed.       | Dlp.       | Wed.  | Dlp.  | Wed.           | Dlp.           | Wed.   | Dlp.   |
| ------- | ----------------- | ------------------------- | ---------- | ---------- | ----- | ----- | -------------- | -------------- | ------ | ------ |
| 2010/11 | FC Wallidan       | GFA League First Division | —          | —          | —     | —     | —              | —              | 15     | 0      |
| 2011/12 | Real de Banjul FC | GFA League First Division | —          | —          | —     | —     | —              | —              | 17     | 1      |
| 2013    | KuPS Kuopio       | Veikkausliiga             | 26         | 2          | 12    | 1     | —              | —              | 26     | 2      |
| 2014    | KuPS Kuopio       | Veikkausliiga             | 32         | 4          | 7     | 0     | —              | —              | 39     | 4      |
| 2015    | Djurgårdens IF    | Allsvenskan               | 27         | 3          | 0     | 0     | —              | —              | 27     | 3      |
| 2016    | Djurgårdens IF    | Allsvenskan               | 17         | 2          | 3     | 0     | —              | —              | 20     | 2      |
| 2016/17 | KRC Genk          | Eerste klasse             | 35         | 3          | 4     | 0     | 13             | 1              | 52     | 4      |
| 2017/18 | KRC Genk          | Eerste klasse             | 38         | 1          | 5     | 0     | —              | —              | 43     | 1      |
| 2018/19 | UC Sampdoria      | Serie A                   | 21         | 0          | 2     | 0     | —              | —              | 21     | 0      |
| 2019/20 | UC Sampdoria      | Serie A                   | 31         | 0          | 1     | 0     | —              | —              | 32     | 0      |
| 2020/21 | UC Sampdoria      | Serie A                   | 29         | 2          | 1     | 0     | —              | —              | 30     | 2      |
| 2021/22 | UC Sampdoria      | Serie A                   | 32         | 0          | 1     | 0     | —              | —              | 33     | 0      |
| 2022/23 | UC Sampdoria      | Serie A                   | 16         | 1          | 2     | 0     | —              | —              | 18     | 1      |
| 2022/23 | Beşiktaş          | Süper Lig                 | 10         | 0          | 0     | 0     | —              | —              | 10     | 0      |
| 2023/24 | Beşiktaş          | Süper Lig                 | 22         | 7          | 3     | 0     | 8              | 1              | 33     | 8      |
| 2024/25 | Beşiktaş          | Süper Lig                 | 0          | 0          | 1     | 0     | 0              | 0              | 1      | 0      |
| Totaal  | Totaal            | Totaal                    | 336        | 25         | 42    | 1     | 21             | 2              | 417    | 28     |

Bijgewerkt tot en met 3 augustus 2024.